# Anjo Sadăkov
Ajan Fiakov Sadăkov (in bulgaro Аян Садъков?; Plovdiv, 26 settembre 1961 – Plovdiv, 1º luglio 2017) è stato un calciatore e allenatore di calcio bulgaro, di ruolo centrocampista.